# 穆宇
穆宇（1988年1月16日—），回族，京劇演員，工生行，拜師張學津。

## 生平
1995年進北京戲曲學校學戲。跟白元鳴（富連成科班元字科出身）等學余叔言派，還跟過楊寶森弟子程正泰學楊派，跟王琴生學譚派，跟馬連良弟子楊汝震學馬派。
不到10歲便錄製了許多彩唱、清唱節目，出版了許多專輯。
曾獲邀到新加坡、台灣國家戲劇院表演，並在台灣出版多張光盤。
台灣兩廳院出版的《表演藝術》1996年4月號，刊載吳祖光特稿〈說新星小穆宇〉。
現在是北京京劇院生行（馬派）演員。